# Shinagawa
Shinagawa (品川区, Shinagawa-ku) é uma região especial da Metrópole de Tóquio, no Japão.
Em 1 de fevereiro de 2018 tinha uma população em 388.124 habitantes divididos em 215.829 residências e uma densidade populacional de 16.993,16 habitantes/km². A área total é de 22.84 km².
Shinagawa foi fundada a 15 de março de 1947.

## História

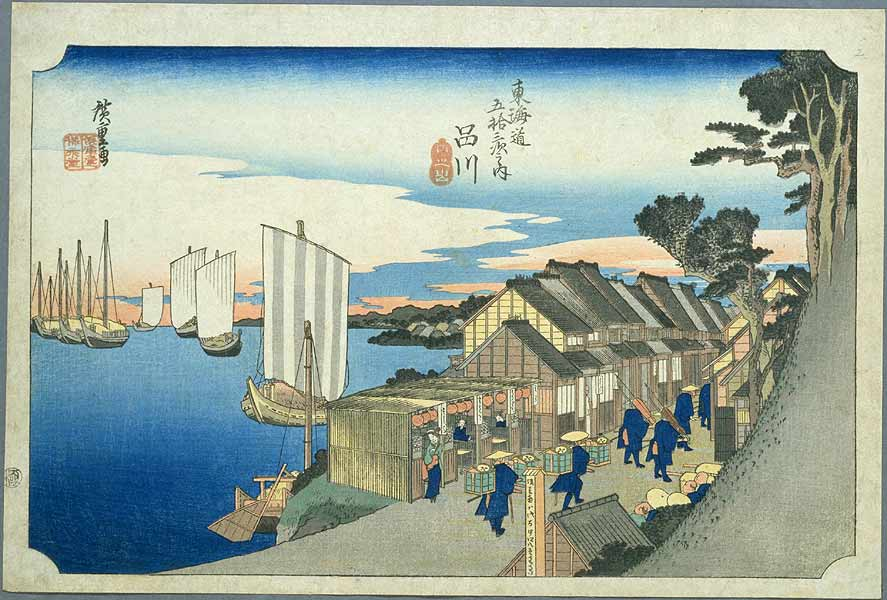
Shinagawa-juku na década de 1830, como retratada por Hiroshige

Os primeiros indícios de vida humana em Shinagawa datam do Período Jomon, há 6 ou 7 mil anos.
No Período Edo, Shinagawa-juku foi a primeira shukuba (cidade postal) nas "53 Estações da Tōkaidō". Um viajante poderia chegar lá partindo de Nihonbashi na Estrada Tōkaidō de Edo para Kyoto. A função da cidade-postal é conservada até hoje com vários grandes hotéis próximos da estação de trem provendo mais de 6 mil quartos, a maior concentração de Tóquio. O Xogunato Tokugawa mantinha os terrenos de execução Suzugamori em Shinagawa
A maior parte do leste de Tóquio a partir do Palácio Imperial é aterramento marítimo. Uma grande quantidade do aterramento aconteceu durante o Período Edo. Seguindo a Restauração Meiji e a abolição do sistema han, a Prefeitura de Shinagawa foi instituída em 1869. A administração prefeitural foi planejada para ser instalada no Distrito de Ebara na atual Shinagawa. Em 1871, a Prefeitura de Shinagawa foi integrada na Prefeitura de Tóquio.
Shinagawa foi fundada em 15 de março de 1947 através da fusão administrativa do antiga região de Ebara com o antiga região de Shinagawa. Ambos as regiões foram criados em 1932, com a expansão das fronteiras municipais da Cidade de Tóquio após o Grande Terremoto de Kantō.
A ferrovia de alta velocidade Tōkaidō Shinkansen começou a servir a Estação de Shinagawa em 2003.

## Geografia

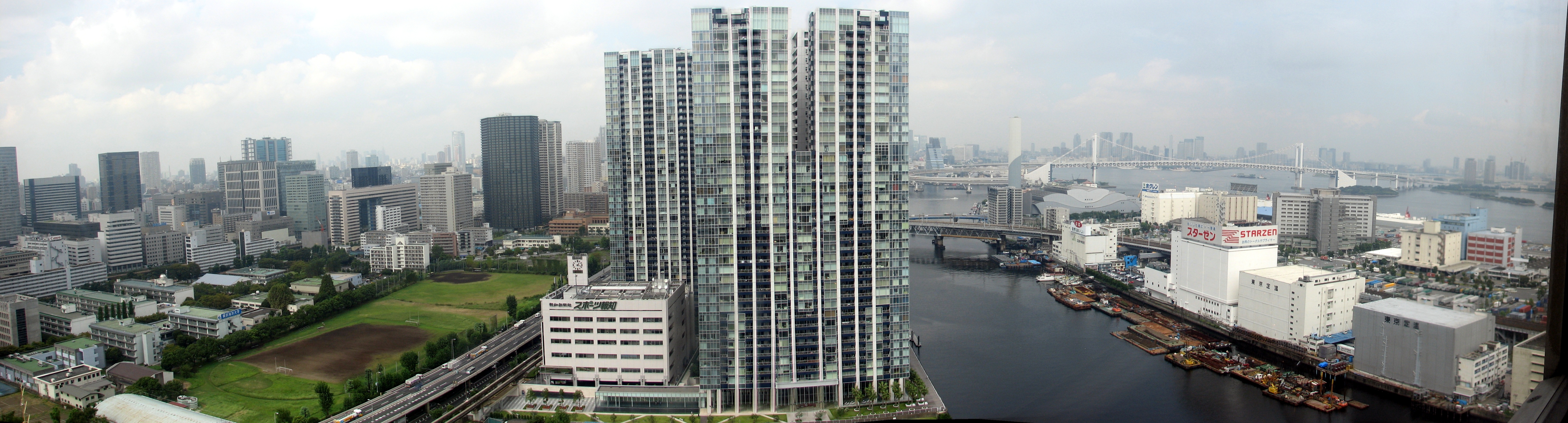
Vista de prédio da Ilha Tennōzu

Shinagawa possui planaltos e planícies naturais, bem como aterramentos marítimos. Os planaltos estão no extremo leste do Platô de Musashino. Eles incluem Shiba-Shirokanedai no norte do Rio Meguro, Megurodai entre os rios Meguro e Tachiai, e Ebaradai ao sul do Rio Tachiai.
A região é banhada pela Baía de Tóquio. Faz fronteiras apenas com regiões especiais da Metrópole de Tóquio: Kōtō ao leste, Minato ao norte, Meguro ao oeste, e Ōta ao sul.
Shinagawa possui cinco distritos:
- Distrito de Shinagawa, incluindo a antiga Shinagawa-juku na Tōkaidō.
- Distrito de Ōsaki.[7] (大崎), antes uma cidade com o mesmo nome, alonga-se da Estação de Ōsaki até as Estações de Gotanda e Meguro.
- Distrito de Ebara[7] (荏原), antes uma cidade com o mesmo nome.
- Distrito de Ōi[7] (大井), antes uma cidade com o mesmo nome.
- Distrito de Yashio (八潮), consiste de aterramento marítimo, incluindo Higashiyashio em Odaiba.

## Economia

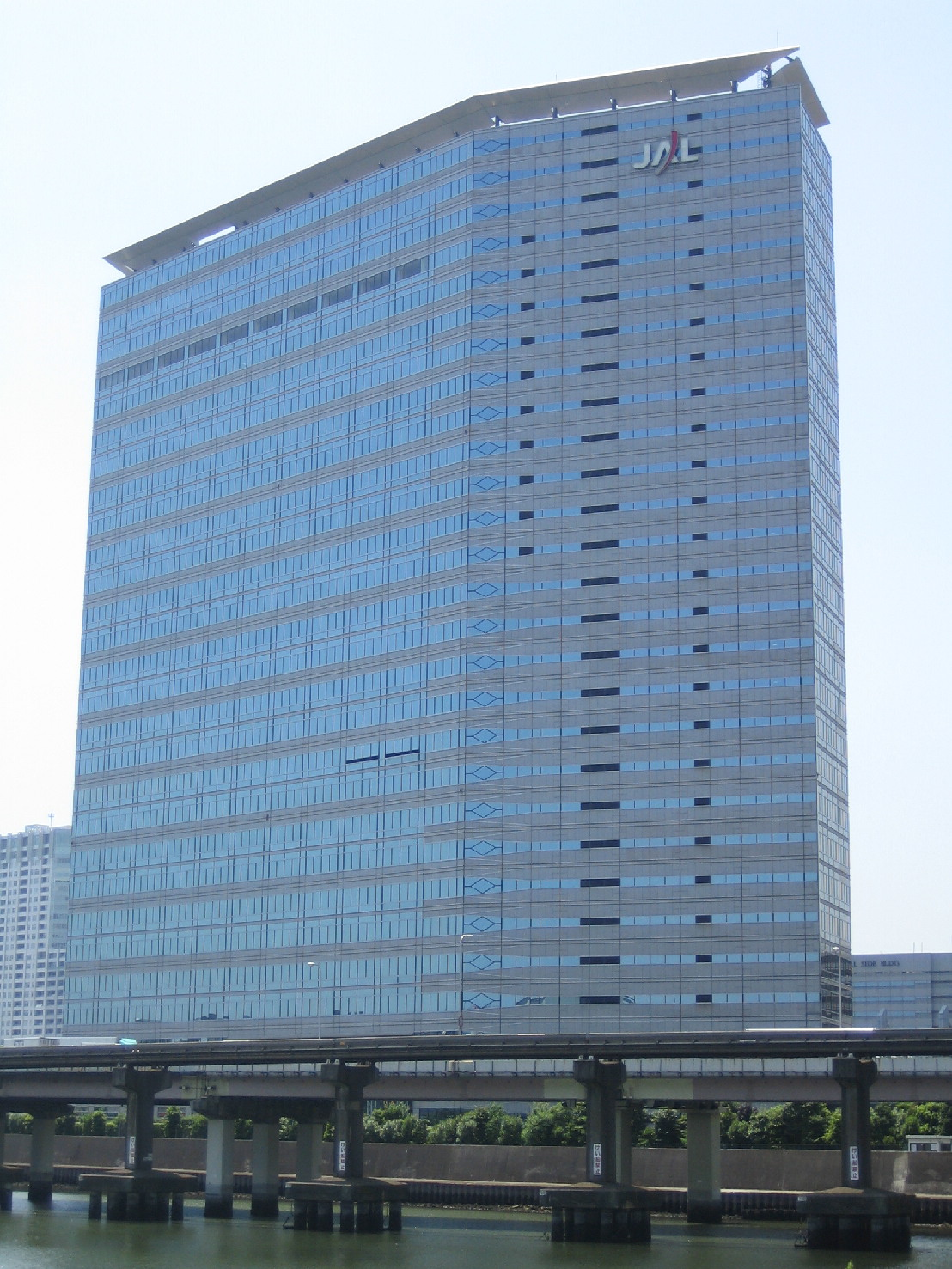
Sede da Japan Airlines na Ilha Tennōzu, em Shinagawa

Muitas empresas possuem sua sede em Shinagawa. A Isuzu, uma fabricante de carros; a JTB Corporation, uma grande agência de viagens; a Nippon Light Metal, uma companhia de alumínio e produtos químicos; a MOS Burger (na ThinkPark Tower, em Ōsaki); a Lawson,
a Namco Bandai Holdings; a Namco Bandai Games; a Banpresto; a Rakuten, a Acura; a Toyo Seikan, uma fabricante de embalagens; a NSK Ltd., uma fabricante de rolamentos; a Fuji Electric; a Imagica, uma empresa de pós-produção de mídia; a Nippon Chemi-Con, uma fabricante de componentes eletrônicos, a Pola Cosmetics, e a Marza Animation Planet.
A Japan Airlines (JAL), o escritório principal da sua subsidiária JAL Hotels, e os escritórios da JAL Express e da JALways estão localizados na área da Ilha Tennōzu.

## Governo e política
O prefeito de Shinagawa é Ken Hamano, um político independente, desde 2007. Há câmara municipal com 40 membros. O Partido Liberal Democrata e o Novo Komeito tem a maioria na câmara.

### Embaixadas
| - Belarus - Brunei | - Colômbia - Indonésia | - Sérvia - Tailândia | - Macedônia do Norte - Mauritânia | - Myanmar - Zâmbia |

## Educação

### Ensino superior
- Universidade Hoshi[37]
- Universidade Rissho[38]
- Universidade Seisen[39]
- Universidade Showa[40]

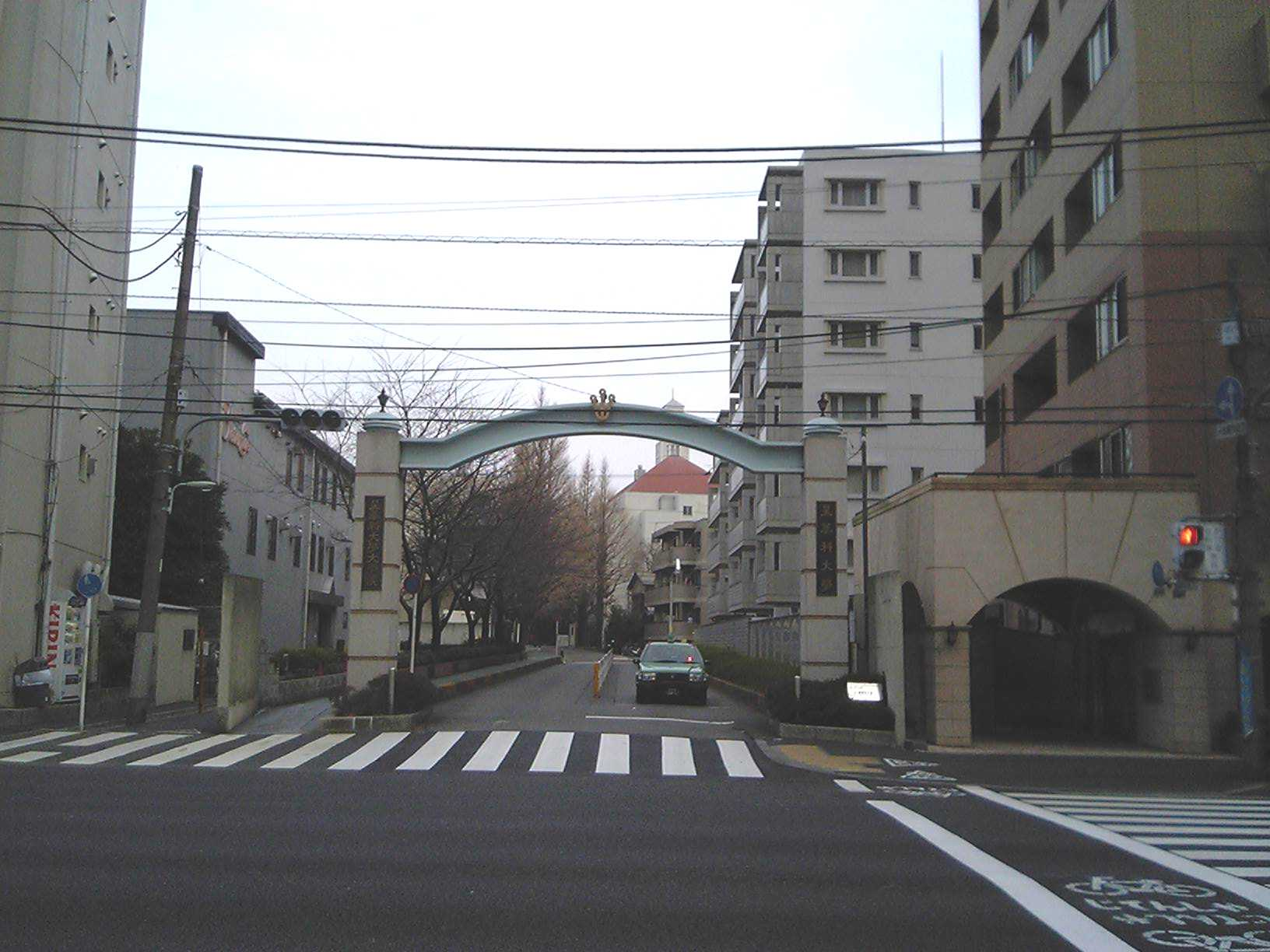
Universidade Hoshi

- Universidade de Cuidados da Saúde de Tóquio[41]
- Universidade de Moda de Sugino[42]
- Instituto Avançado de Tecnologia Industrial - pós-graduação[43]
- Faculdade Metropolitana de Tóquio de Tecnologia Industrial[44]

## Transportes

### Principais estações
- Estação Gotanda
- Estação Meguro
- Estação Ōsaki
- Estação Ōimachi

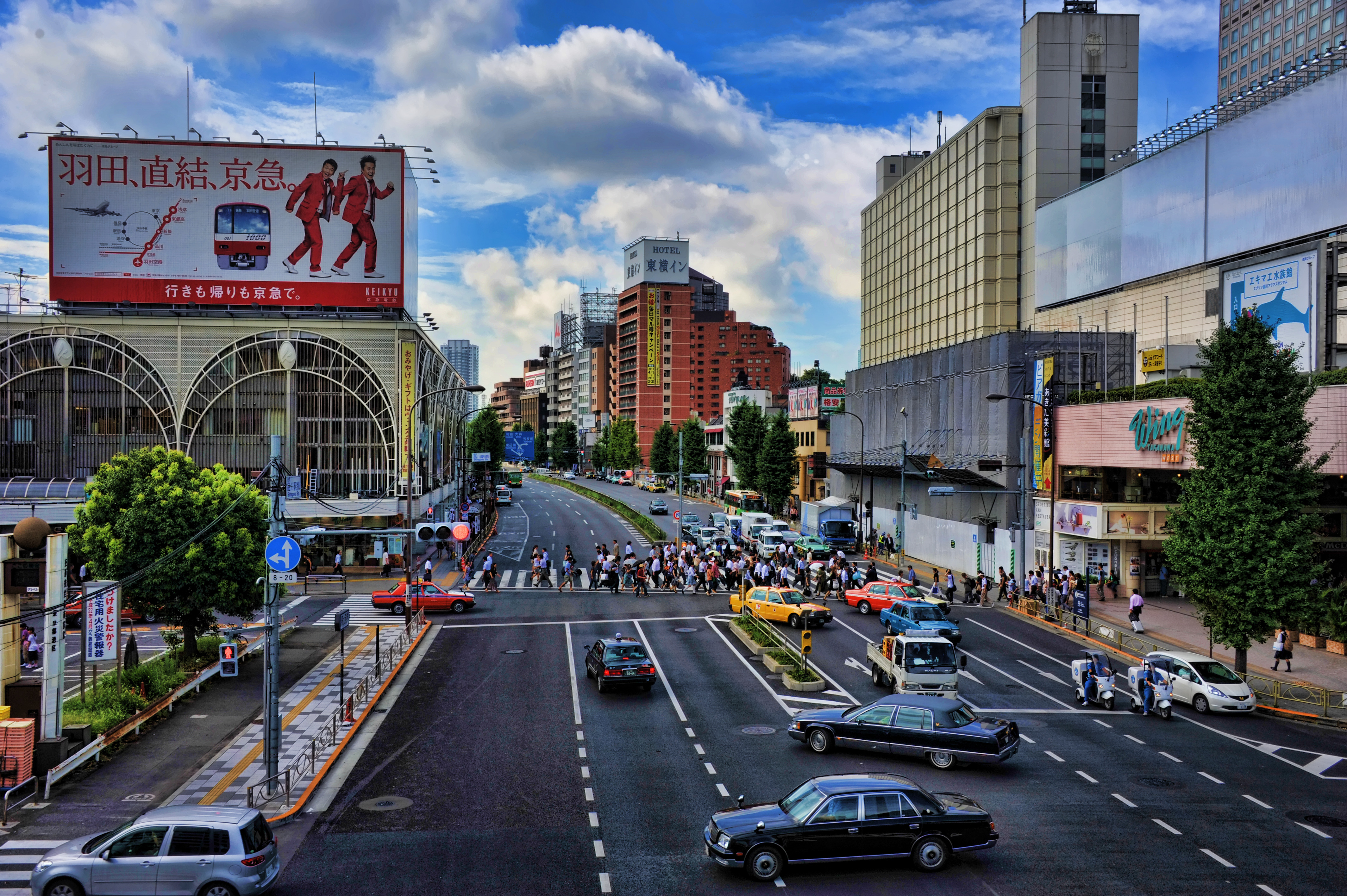
Exterior da Estação de Shinagawa em Minato

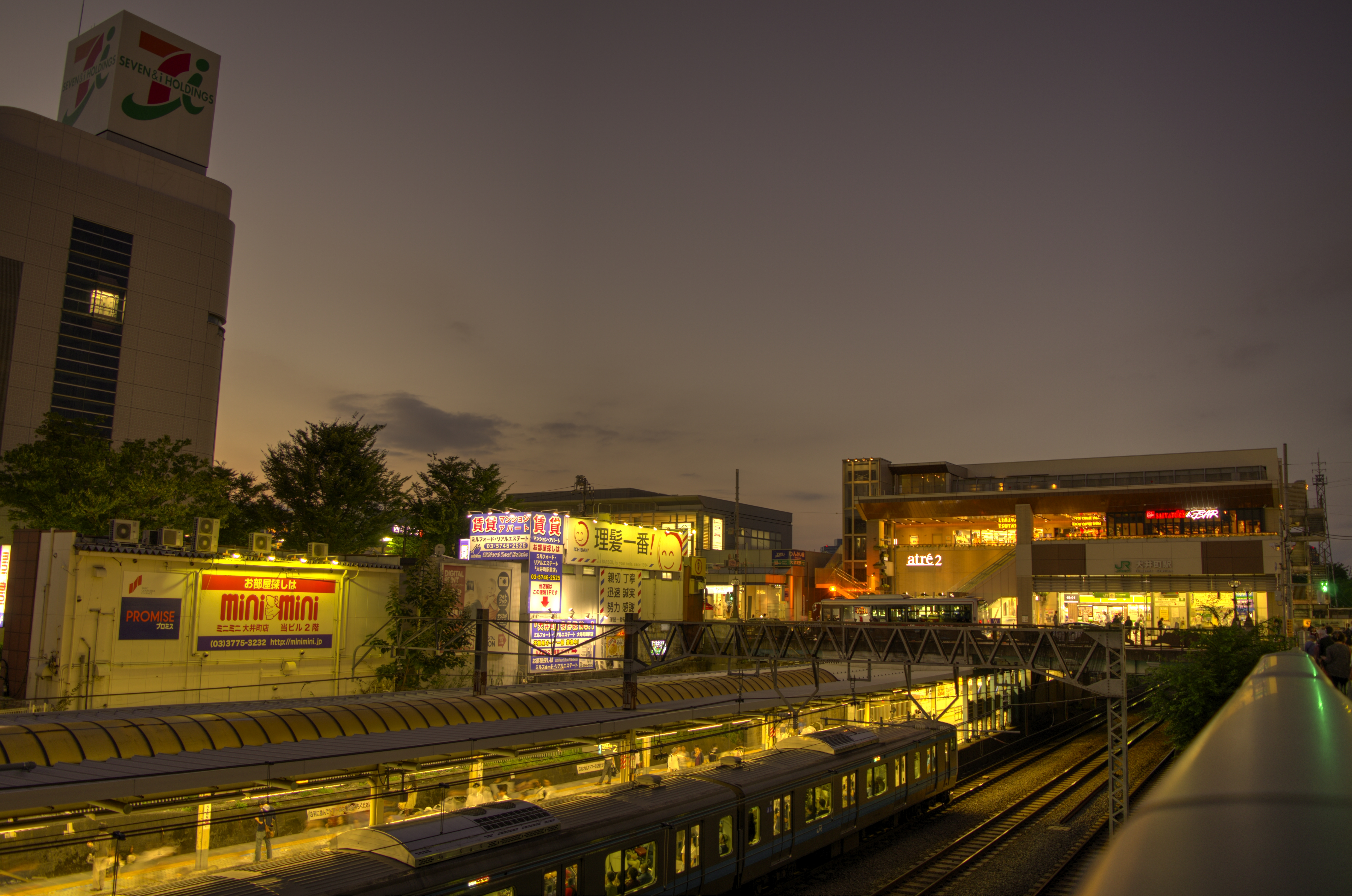
Estação de Ōimachi em Ōi, Shinagawa

Apesar do nome, a Estação de Shinagawa está localizada na região vizinha de Minato.

### Rodovias
- Via Expressa Shuto (Shutokō)[45]
  - Rota 1 "Haneda Sen"
  - Rota 2 "Meguro Sen"
  - Rota Bayshore "Wangan Sen"
  - Rota Central Circular "Chūō Kanjō Sen"

- Rodovias nacionais
  -  Rota Nacional do Japão 1 "Sakurada Dōri", "Dai-Ni Keihin"[46]
  -  Rota Nacional do Japão 15 "Dai-Ichi Keihin"[46]
  -  Rota Nacional do Japão 357 "Tokyo Wangan Dōro"[46]